# キミのなかのワタシ
「キミのなかのワタシ」は、ミルキィホームズの6枚目のシングル。2012年10月24日にLantisから発売された。

## 概要
前作「プロローグは明日色/バイバイエール!」から続くシングル。こだまさおりが作詞し、山田高弘が作曲・編曲した表題曲「キミのなかのワタシ」に加え、畑亜貴が作詞、神前暁が作曲、fandelmale（Arte Refact）が編曲した「雨上がりのミライ（Alternative Mix）」、畑亜貴が作詞、クボタシンゴが作曲、高田暁が編曲した「Whodunit night?」と、それぞれのOff Vocalが収録されている。

## 特徴
テレビアニメ『探偵オペラ ミルキィホームズ Alternative ONE ～小林オペラと5枚の絵画～』エンディングテーマ「キミのなかのワタシ」がミルキィホームズとSV TRIBE（美郷あき、遠藤正明、きただにひろし）によるコラボを組んでいる。

## 収録曲
1. キミのなかのワタシ [4:34]
歌：ミルキィホームズ & SV TRIBE（美郷あき、遠藤正明、きただにひろし）
作詞：こだまさおり、作曲・編曲：山田高弘
  - TVアニメ『探偵オペラ ミルキィホームズ Alternative ONE ～小林オペラと5枚の絵画～』エンディングテーマ
2. 雨上がりのミライ（Alternative Mix） [4:10]
歌：ミルキィホームズ
作詞：畑亜貴、作曲：神前暁、編曲：fandelmale（Arte Refact）
  - TVアニメ『探偵オペラ ミルキィホームズ Alternative ONE ～小林オペラと5枚の絵画～』オープニングテーマ
3. Whodunit night? [3:30]
歌：SV TRIBE（美郷あき、遠藤正明、きただにひろし）
作詞：畑亜貴、作曲：クボタシンゴ、編曲：高田暁
  - PSP専用ソフト『探偵オペラ ミルキィホームズ2』オープニングテーマ2
4. キミのなかのワタシ（Off Vocal）
5. 雨上がりのミライ（Alternative Mix）（Off Vocal）
6. Whodunit night? （Off Vocal）